# Brian Kamstra
Brian Kamstra est un coureur cycliste néerlandais, né le 5 juillet 1993 à Assen, professionnel de 2016 à 2021.

## Biographie
Briam Kamstra commence l'athlétisme en 2001, après avoir pratiqué le football depuis l'âge de sept ans. Dans cette discipline, il se distingue en devenant champion national juniors de cross-country à deux reprises. En 2011, il participe aux championnats d'Europe d'athlétisme, toujours chez les jeunes. Il est cependant diagnostiqué d'un diabète de type 1 en 2013. 
Malgré ce diagnostic, il continue le sport et commence le cyclisme sur route en 2014. Le 16 juin, il prend le départ de la Diabetes Classic, course parrainée par Martijn Verschoor, coureur de l'équipe Novo Nordisk. Il participe ensuite à un camp d'entraînement de cette formation à Alicante, en Espagne. Il y fait bonne impression, et intègre leur équipe de développement. 
Après y avoir été stagiaire, il passe professionnel en 2016 au sein de la formation Novo Nordisk, exclusivement réservée aux coureurs diabétiques de type 1.

## Classements mondiaux
| Année         | 2017 |
| ------------- | ---- |
| UCI Asia Tour | 549e |